# Chloroclystis nobbsi
Chloroclystis nobbsi là một loài bướm đêm trong họ Geometridae.